# 아제이탕 치즈
아제이탕 치즈(포르투갈어: queijo de Azeitão 케이주 드 아제이탕[*])는 포르투갈 세투발의 아제이탕 마을에서 생산되는 양젖 치즈이며, 1996년 6월 21일부터 유럽 연합의 원산지 명칭 보호(PDO)를 받고 있다.